# 天鹅座
天鵝座，是銀河平面上的一個北天星座，其名稱來源於拉丁化希臘單詞的swan。天鹅座是北方夏秋最容易辨認的星座之一，它有一個突出的別名，被稱為北十字（與南十字相對）。天鹅座是2世紀天文學家托勒密列出的48個星座之一，它仍然是88個現代星座之一。
天鹅座包含天津四（ذنب, translit. ḏanab，尾巴），它是天鵝的"尾巴星" – 是夜空中最亮的恆星之一，也是距離最遠的一等星 – ，還是夏季大三角的一角。它也有一些著名的X射線源和天鹅座OB2的巨型星協。天鹅座也被稱為北十字。該協的其中一顆恒星，天鵝座NML，是現時已知的最大恆星之一。該星座也是天鹅座X-1的所在地，這是一個遙遠的X射線雙星，包含一個超巨星和看不見的大質量伴星，是第一個被廣泛認為是黑洞的天體。由於克卜勒任務觀測天鹅座周圍的一片天空，天鹅座的許多恆星系統都已知有行星。
星座東部的大部分地區在深空中有武仙-北冕座長城的一部分，這是一個巨大的星系絲，是可觀測宇宙中已知的最大結構，覆蓋了北部大部分天空。

## 歷史與神話

### 在東方和世界天文學
按照傳統的中國天文學，天鹅座位於天空的北象限內，象徵為北方玄武。
在印度教，凌晨的一段時間（或穆胡塔）即4:24至5:12之間，被稱為婆羅門穆胡塔，意思是「宇宙的時刻」；相關的恆星系統是天鹅座。這被認為是一個非常吉利的時間，用來冥想，做任何任務，或開始一天。
在波利尼西亞，天鹅座經常被認為是一個獨立的星座。在東加，它被稱為「圖拉盧佩」；在土亞莫土群島，它也被稱作「法努伊-泰」。在紐西蘭，它被稱為「馬拉-替」，在社會群島，它是「皮雷-替」或「陶魯瓦-艾-碲-哈帕-藍-馬努」，而在土阿莫都，它被稱作「法努伊-拉羅」。輦道增七（天鵝座β）在紐西蘭可能稱它為「和土-卡波」。天津一（天鵝座γ）在土亞莫土群島被稱為「法努伊-啷格」。
在伊斯蘭天文學中，天津四（天鵝座α）也經常是這個名字：「Deneb」。這個字源自阿拉伯語的「dhaneb」，意思是尾巴；來自短語「Danab ad Dajājah」，意思是「母雞的尾巴」。

### 西方天文學

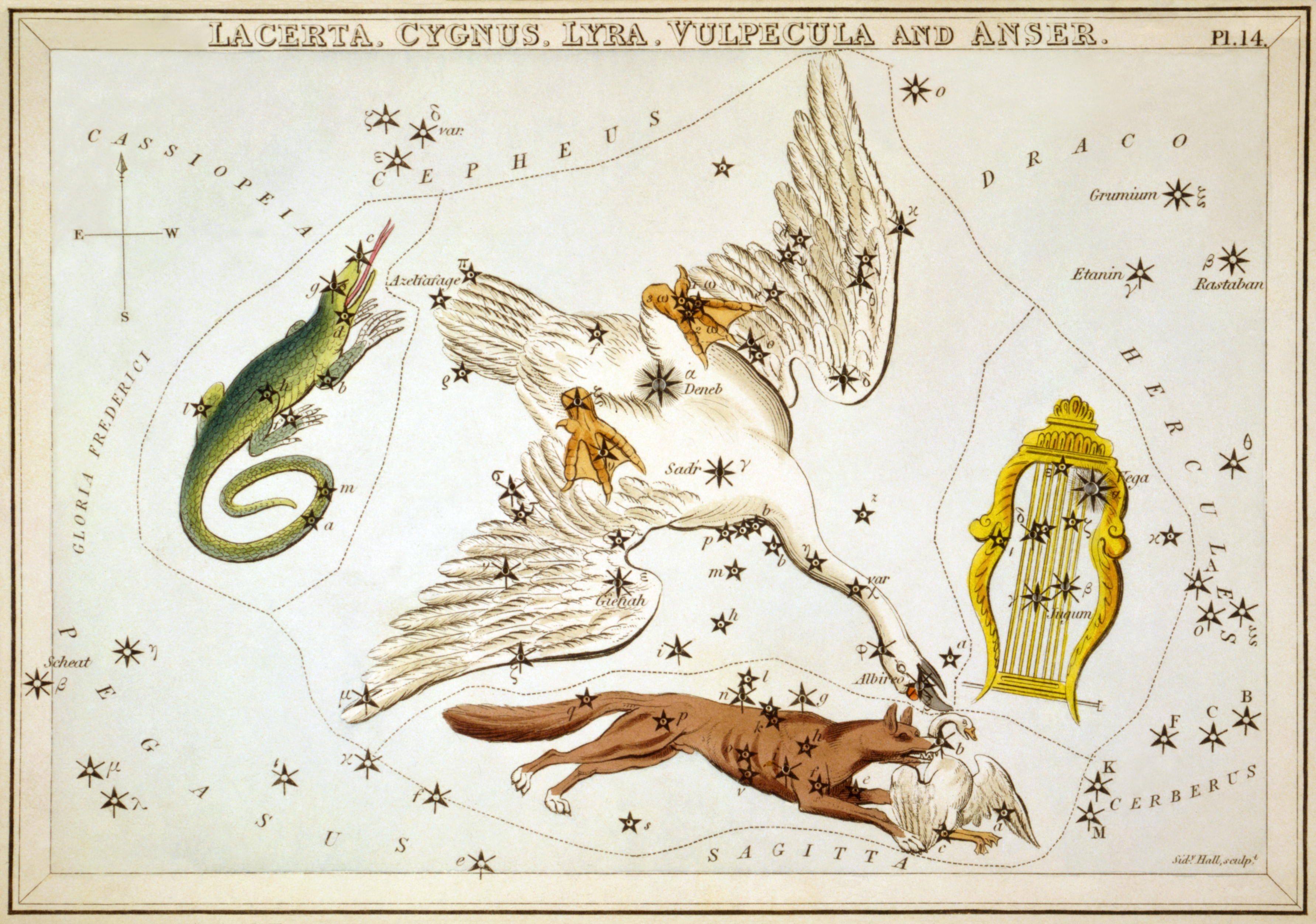
1825年在倫敦出版的一套星座卡片「天王星之鏡」中描繪的天鹅座。圍繞著它的是蝎虎座、狐狸座和天琴座。

在希臘神話中，天鹅座被認為是幾種不同的傳說中的天鹅。宙斯偽裝成天鹅引誘勒達（斯巴達國王廷達烏斯的妻子，她生下了一對雙胞胎兄弟）、特洛伊的海倫和克呂泰涅斯特拉； {奧菲斯在被謀殺後變成了一隻天鹅，據說被放在他的七弦琴（天琴座）旁邊的天空中；阿哈伊亞州的國王Cycnus變成了天鹅。
後來，羅馬人還將這個星座與太陽神海利歐斯的兒子法厄同的悲劇故事聯系在一起。他要求乘坐父親的太陽戰車一天。然而，法厄同無法控制韁繩，迫使宙斯用一道霹靂摧毀了戰車（和法厄同），使其墜落至地球的河中（波江座）。根據神話，法厄同的密友或情人（Cygnus）悲痛欲絕，花了很多天的時間潜入河中收集法厄同的骨頭，為他安葬。眾神被Cygnus的虔誠所感動，把他變成了一隻天鹅，放在星星中間成為天鵝座。
在奧維德的《變形記》中，有三個名叫「Cygnus」的人，他們都變成了天鹅。除了「Cygnus」，如上所述，他還提到了一個來自坦佩谷的男孩，當菲利斯拒絕給他一頭他要求的馴服的公牛時，他自殺了，但卻變成了天鹅飛走了。他還提到了海神涅普頓的一個兒子，他是特洛伊戰爭中刀槍不入的戰士，最終被阿基里斯擊敗，但涅普頓通過將他變成天鹅來拯救他。
與其它靠近夏至的鳥族星座，禿鷲和天鷹座附近的其他鳥星座一起，天鹅座可能是赫丘利的十二項功績殺死斯廷法洛斯湖怪鳥神話起源的重要組成部分。

#### 星座神話
在西方神話中，關於天鵝座的由來共有三個說法：
- 天神宙斯經過雅典北面之拉姆諾斯（Rhamnus），看見復仇女神涅墨西斯而一見鍾情，而涅墨西斯為避開宙斯，變身為不同的動物逃走，先循河道再轉陸路，最後變成天鵝逃走，但經過多番追逐後，仍未能擺脫宙斯的追趕，終被祂化身成的天鵝逮住而施暴之。
- 宙斯為追求復仇女神涅墨西斯將自己變成天鵝，並命愛神化成一隻鷹追捕自己，博取涅墨西斯同情，後來經過一番轉折，終得美人芳心，宙斯為紀念此事，將天鵝和鷹一同升上天空，成為天鵝座和天鷹座。

在以上兩個版本中，涅墨西斯之後將蛋產下，交給赫耳墨斯（有一說是交給斯巴達女皇勒達，或說是路經之牧羊人），孩子長大後成為希臘第一美女海伦。
- 另外一說為：宙斯曾變成一隻天鵝引誘斯巴達女皇勒達，而她後來生下雙子座卡斯托耳（Castor）、波魯克斯（Polydeuces /Pollux）和海倫（有一說是卡斯托爾和波呂杜克斯生於一蛋，海倫和克呂滕涅斯特拉產於另一蛋，共有兩顆蛋），後來蛋殼被放置於斯巴達神殿，用絲帶懸掛在屋頂，為免混淆。通常卡斯托爾和克呂滕涅斯特拉被稱作為斯巴達王廷達烏斯（Tyndareus）的後代，海倫和波呂杜克斯則為宙斯之後代。

## 特徵
天鹅座是一個非常大的星座，北面和東面是仙王座，北面和西面是天龍座，西面是天琴座，南面是武仙座，東南面是飛馬座，東面是蝎虎座。1922年，國際天文學聯合會採用了該星座的三個字母縮寫，即「Cyg」。比利時天文學家歐仁·約瑟夫·德爾波特在1930年設定的官方星座邊界被定義為28段的多邊形。在赤道坐標系中，這些邊界的赤經座標位於19h 07.3m和22h 02.3m之間，而赤緯座標位於27.73°和61.36°之間。天鹅座面積804平方度，約占夜空的1.9%，在88個星座中排名第16。
天鹅座在6月29日午夜過中天，因此在北半球初夏至仲秋的晚上最適合觀賞。
通常，天鹅座以天津二（天鵝座δ）和天津九（天鹅座ε）為翅膀。天津四，該星座中最亮的星是它的尾巴，而輦道增七（天鵝座β）是它的喙尖。
天鹅座有幾個星群。在17世紀德國天體製圖師約翰·拜耳的星圖，《測天圖》中，天津四、輦道增七和天津一（天鵝座γ）形成了十字架的極柱點，而天津二和天津九形成了橫樑。當時，天鵝座新星，天鵝座P被認為是基督的身體。

## 特點

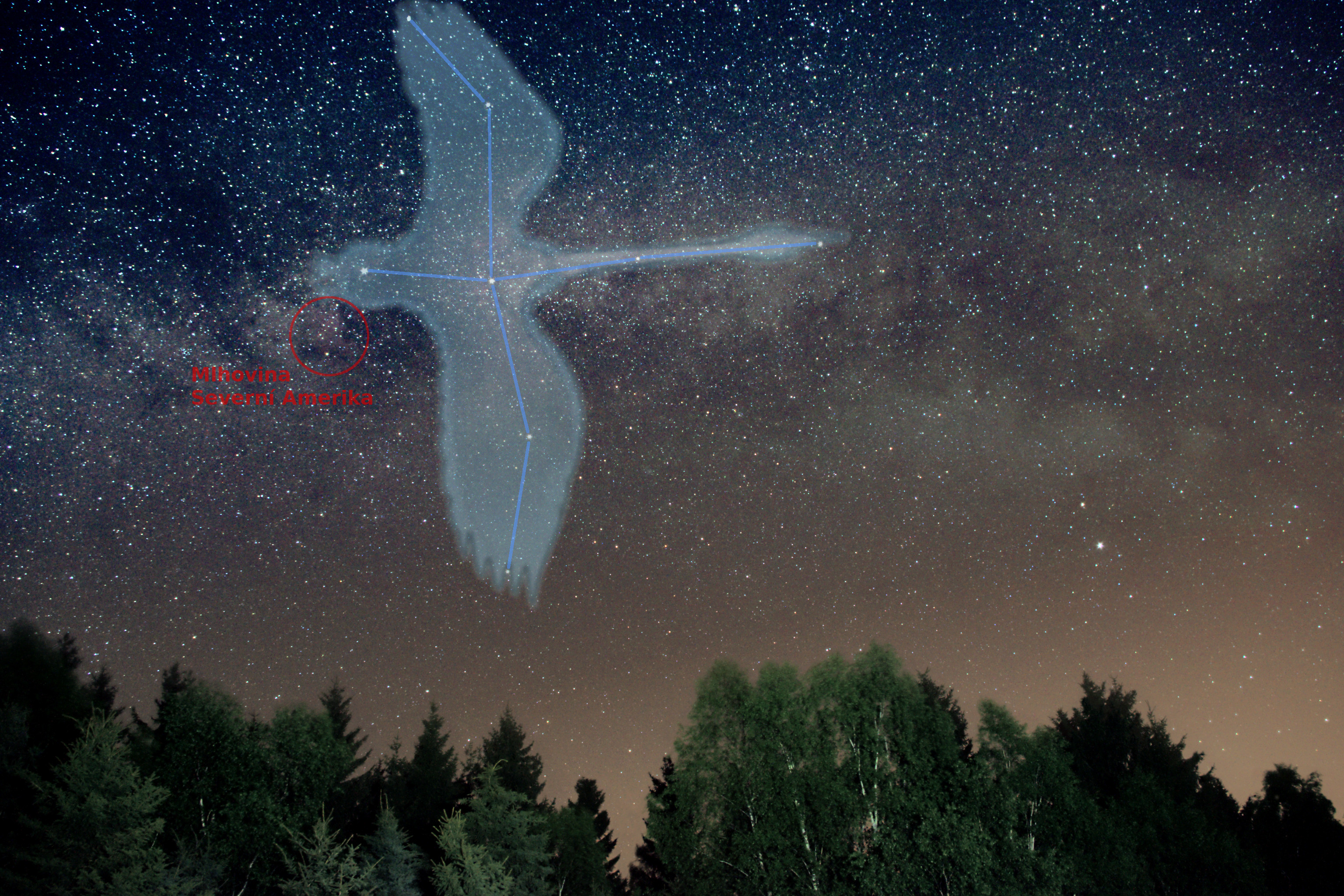
天鹅座被疊加為主要恒星，覆蓋在一張包含天鵝座的夜空照片上，疊加上天鵝的影像，顯示構成天鵝造型的主要恆星。

天鹅座有大量的深空天體。由於它在銀河系上的位置，在這個星座發現了許多不同類型的疏散星團、星雲和超新星遺跡。
它的分子雲形成了明顯的"天鹅座大裂谷"暗星雲星座，這是沿著銀河系的銀河平面的大裂谷中明顯可見部分的一端。裂谷始於北煤袋等特徵，它遮住了更遠的地方，表觀大小不大的天鹅座分子雲複合體其實很大，北美洲星雲就是其中的一部分。

### 恆星

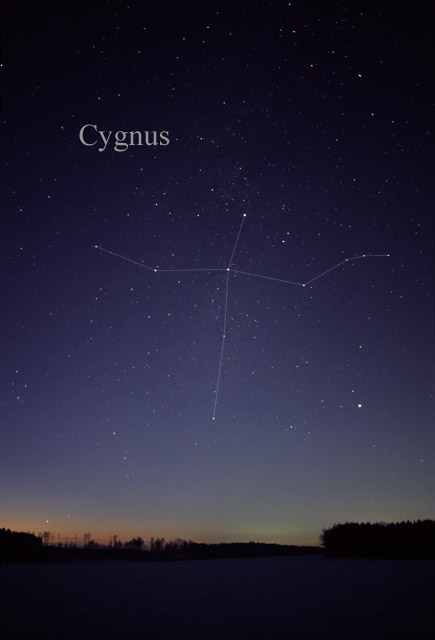
用肉眼可以看到的天鹅座，北十字 (星群)就在它的中間。

拜耳對該星座中的許多恆星進行了編目，拜耳名稱不僅從α到ω，還使用小寫羅馬字母到g。約翰·佛蘭斯蒂德加上了羅馬字母h、i、k、l和m（這些恆星被拜耳視為在天鹅座「形狀」範圍之外），之後被弗朗西斯·貝利删除。

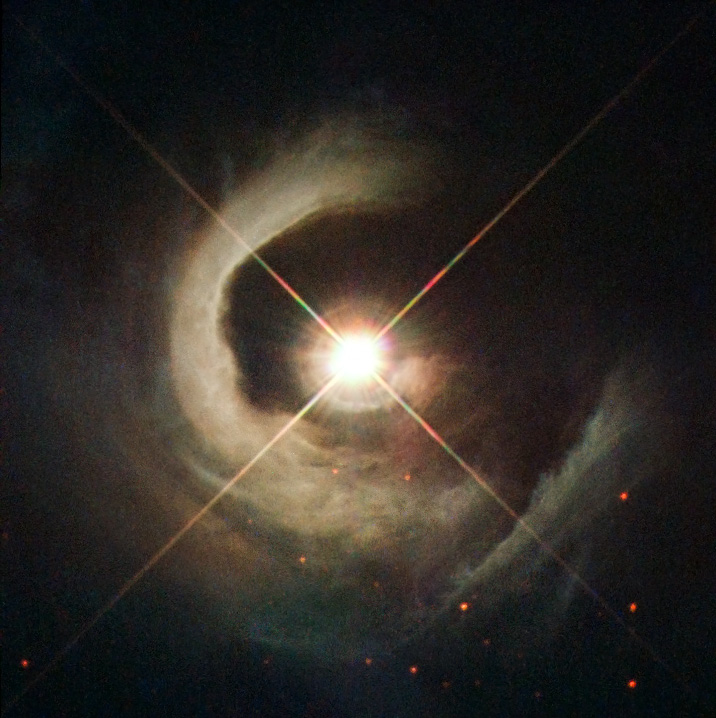
位於暗雲LDN 981中的天鵝座V1331。

天鹅座有幾顆明亮的恆星。天津四（天鵝座α）是天鵝座最亮的恆星，是一顆光譜類型為A2Iae的白色超巨星，視星等在1.21至1.29之間變化。它是已知最大、最明亮的A型恆星之一，距離地球大約2,600光年。它傳統名稱，「Deneb」的意思是「尾巴」，指的是它在星座中的位置。輦道增七（天鵝座β），是廣為業餘天文學家熟知的聯星。主星是一顆3.1等的橙色巨星，伴星是5.1等的藍綠色恆星。這個系統距離地球430光年，可以在大型雙筒望遠鏡和所有的業餘望遠鏡中看出是兩顆恆星的組合。天津一（天鵝座γ）的英文傳統名稱是「Sadr」，是一顆是一顆黃色的超巨星，星等2.2，距離1,800光年遠。它的傳統名稱的意思是「胸部」，指的是它在星座中的位置。天津二（天鵝座δ）的英文傳統名稱是「Fawaris」，是天鵝座另一對明亮的聯星，距離166光年，週期800年。主星是一顆2.9等的藍白色巨星，伴星是一個6.6等的恆星。需要業餘的中型望遠鏡才能解析出是兩顆恆星。第五顆是3等星的天津九 （天鵝座ε），英文的傳統名稱是「Aljanah（音譯：阿爾賈納）」，距離72光年，星等2.5的橙色巨
天鹅座還有幾顆較暗的聯星和雙星。臼一（天鵝座μ）在光學上是三顆恆星組成的聯星。這個聯星系統距離地球73光年，軌道週期為790年。主星和伴星都是白色的恆星，星等分別是4.8和6.2；不相關的第三顆恆星的星等為6.9。然而，無關的第三顆星可以在雙筒望遠鏡中看到，但聯星的主星和伴星在2020年時需要中型的業餘望遠鏡才能解析出是兩顆星。這兩顆星在2043年至2050年間靠得最近，需要口徑更大的望遠鏡才能看清楚。天津三（天鵝座30）和天津增三十八（天鵝座ο1）形成類似輦道增七那樣，是對比鮮明的雙星，但只要用雙筒望遠鏡就可以分辨出來。主星天津增三十八是橙色的巨星，星等3.8，距離1,400光年。伴星天津三呈現藍綠色，光譜類型為A5IIIn，星等4.83，距離地球約610光年。天津增三十八本身是一顆聯星，其伴星是一顆7.0等的藍色恆星。天鵝座ψ由兩顆白色的恆星組成，是業餘的小望遠鏡就可以解析的聯星。主星亮度5.0等，伴星亮度7.5等。天鵝座61是在大型雙筒望遠鏡或小型業餘望遠鏡中可見的聯星。它距離地球11.4光年，週期為750年。兩顆成員星都是橙色的矮星（主序星）；主星的星等為5.2，伴星的星等為6.1級。天鵝座61之所以受到重視，是因為弗里德里希·威廉·貝塞爾在1838年確定了它的視差，這是第一顆具有已知視差的恆星，因此有著重大的意義。
位於輦道增五（天鹅座η）附近的是X射線源天鹅座X-1，它現在被認為是由聯星系統中的黑洞吸積物質引起的。這是第一個被普遍認為是黑洞的X射線源。它距離太陽大約2.2千秒差距。在這個被稱為HDE 226868的系統中還有超巨星變星。

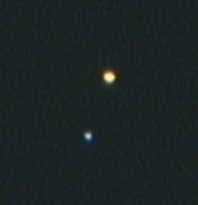
即使用小望遠鏡也很容易分辨出是兩顆恆星的輦道增七。

天鹅座還包含其它幾個值得注意的X射線源。天鹅座X-3是一顆微類星體，包含一顆在軌道上圍繞一個非常緻密天體運行的沃夫–瑞葉星，週期僅為4.8小時。該系統是觀測到本質上最明亮的X射線源之一。該系統經歷未知性質的週期性爆發，在一次這樣的爆發中，系統被發現很可能是由微中子引起的緲子（μ子）發射。雖然緻密天體被認為是中子星或可能是黑洞，但因為它產生了宇宙射線，因此假設這個天體可能是一個更奇異的恆星殘骸：可能是第一個被發現的夸克星。如果該天體是一顆正常的中子星，就無法解釋這一點。這個系統還發射宇宙射線和伽馬射線，還有助於深入瞭解這些射線的形成。天鵝座X-2是另一個X射線聯星，包含一顆以9.8天週期圍繞著一顆中子星運行的A型巨星。這個系統很有趣，因為大多數毫秒脈衝星都有質量高得多的伴星，但它的伴星質量相當的小。天鹅座的另一個黑洞是天鵝座V404，它由一顆圍繞一個約12太陽質量的黑洞運行的K型恆星組成。這個黑洞與天鹅座X-3的黑洞相似，被假設是一顆夸克星。 4U 2129+ 47是另一個X射線聯星，包含經歷爆發的一顆中子星， 稱為EXO 2030+ 375。
天鹅座也是幾顆變星的家園。天鵝座SS是一顆每7-8週爆發一次矮新星。該系統的總星等從最暗的12等到最亮的8等不等。系統中的兩個天體非常接近，軌道週期不到0.28天。天鵝座χ是一顆紅巨星和在最亮時是已知第二亮的米拉變星。在408天的時間裏，它的星等在3.3到14.2級之間變化，光譜類型為S6,2e到S10,4e（MSe）；它的直徑為300太陽直徑，距離地球350光年。天鵝座P是一顆亮藍變星，在西元1600年時突然亮至3等。自1715年以來，這顆恆星的星等為5等，然而它與地球的距離超過5,000光年。這顆恆星的光譜因為它包含了由周圍星雲產生的非常强的發射線，而不同於一般的光譜。天鵝座W是一顆紅巨星的半規則變星，距離地球618光年。最亮光度5.10等，最暗光度6.83等；週期131天。它是一顆光譜類型範圍在M4e-M6e（Tc:）III之間改變的紅巨星。天鵝座NML是一顆紅超巨星的半規則變星，距離地球5,300光年。它是銀河系中半徑超過1,000太陽半徑的現時已知的最大恆星之一。 它的星等約為16.6等，週期約為940天。
KIC 8462852（塔比星）由於不尋常的光線波動，而受到新聞廣泛的報導。

### 太陽系外行星
天鹅座是克卜勒衛星在搜尋系外行星時調查的星座之一，因此，天鹅座中大約有一百顆恆星已知擁有行星，是所有星座中最多的。其中最著名的系統之一是包含六顆凌日行星的克卜勒11，所有這些行星都在大約一度的平面內。這是一個有六顆系外行星被發現的系統，該恆星的光譜類型為G6V，比太陽略冷。這些行星離恆星很近；除了最後一顆行星外，所有行星都比水星更靠近克卜勒11，而且所有行星的質量都比地球大。這些行星的密度也都很低。肉眼可見的恆星，奚仲四（天鵝座16）是一顆距離地球約70光年的三合星，由兩顆類太陽恆星和一顆紅矮星組成，包含一顆圍繞類太陽恆星運行的行星，這是由於恆星徑向速度的變化而發現的。格利澤777是另一個包含一顆黃色恆星和一顆紅矮星的肉眼可見的多恆星系統，也包含一顆行星。這顆行星與木星有點相似，但質量稍大，軌道離心率有更大。克卜勒22系統則因2011年被發現時擁有最像地球的系外行星而引人注目。

### 星團
天鹅座豐富的背景恆星使得辨認出疏散星團變得困難。
M39（NGC 7092）是一個距離地球950光年的疏散星團，在黑暗的天空中肉眼就可以看見。它是鬆散的，大約有30顆恆星排列在廣闊的區域；它們呈現三角形的外觀。M39中最亮恆星的星等為7等。天鹅座的另一個疏散星團是NGC 6910，也被稱為搖馬星團（英語：Rocking Horse Cluster），擁有16顆恆星，視直徑5角分，可以在小型業餘儀器中看到；其星等為7.4等。其中最亮的是兩顆金色的星星，它們代表著玩具搖馬的底部。口徑更大的業餘儀器可以顯示另外8顆恆星，星團的東部和西部都有星雲，直徑為9角分。這個區域的星雲是天津一附近區域星雲的一部分。其它恆星距離地球約3,700光年，大部分是非常熱的藍白色恆星。
天鹅座中的其它疏散星團包括多利澤9、科林德421、多利澤11和伯克利90。多利澤9距離地球2,800光年，相對年輕，年齡為2,000萬年，是一個黯淡的疏散星團，在業餘的中小型望遠鏡中可以看到多達22顆恆星。在星團的直徑為7弧分，在北部和東部都可見雲氣。最亮的恆星出現在星團的東部，星等為7等；另一顆明亮的恆星是黃色的。多利澤11的年齡約4億歲，距離3,700光年，是這些星團中距離地球最遠的。使用業餘的儀器可以在這個星團看到10多顆恆星，其大小與直徑7弧分的多利澤9相似，其最亮的恆星星等為7.5等，在它的東部也有模糊的雲氣。科林德421是一個年齡約為10億年，特別古老的疏散星團；其星等為10.1等，距離地球3,100光年，直徑為8角秒，可以看到30多顆恆星。星團北部突出的恆星呈金色，而星團南部的恆星呈橙色。科林德421似乎嵌入在星雲中，該星雲延伸過星團的邊界到達其西部。伯克利90是一個較小的疏散星團，直徑為5弧分。超過16名成員出現在業餘的望遠鏡中可以看見的恆星超過16顆。

### 分子雲

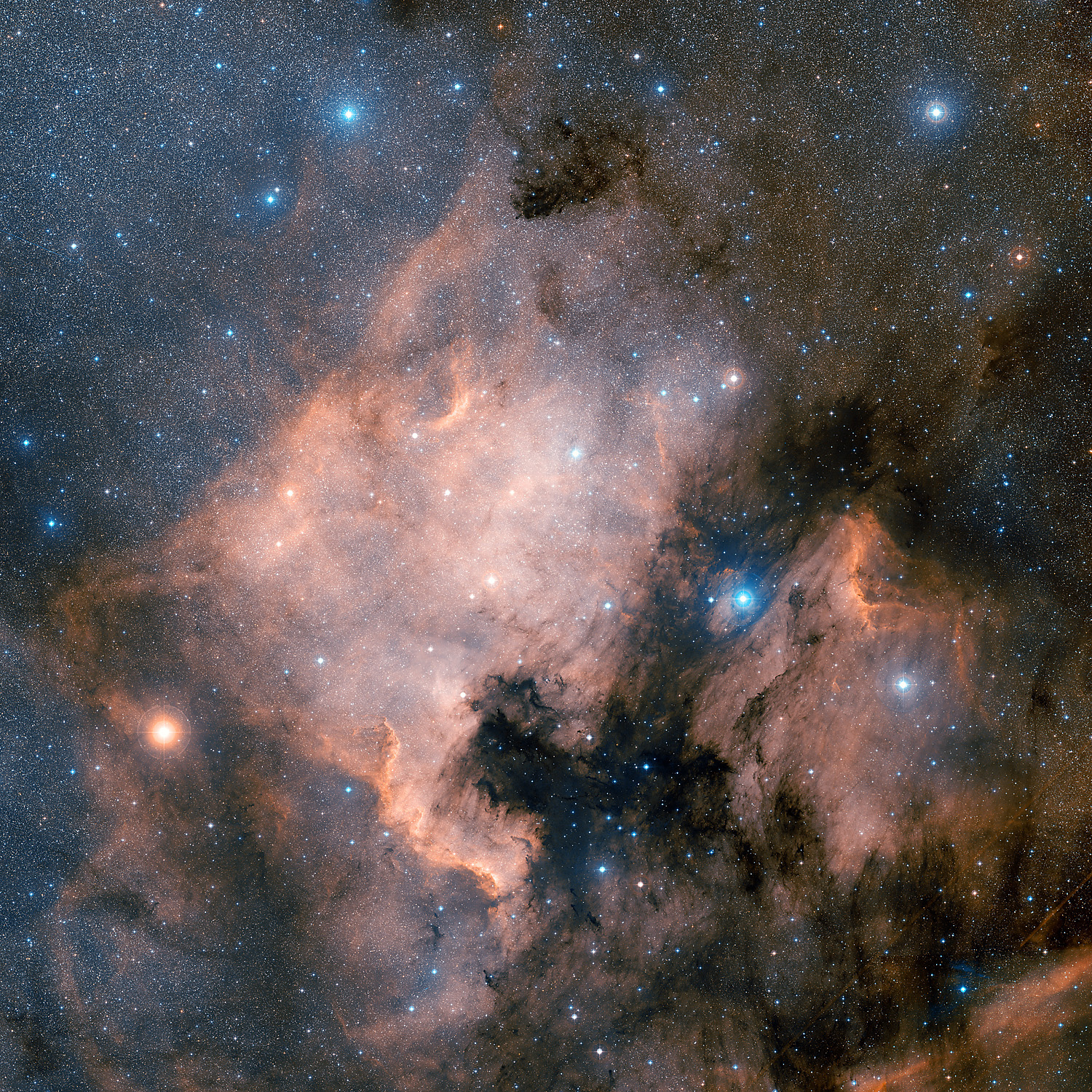
北美洲星雲（NGC7000）是天鹅座中最著名的星雲之一。

NGC 6826，閃爍的行星狀星雲，是一個行星狀星雲，星等8.5，距離地球3,200光年。因為它的中心恆星異常明亮，使它似乎在望遠鏡的目鏡中「眨眼」（10等星）。當觀測者聚焦在恆星上時，星雲似乎會逐漸消失。距離閃爍行星雲不到一度的是雙星奚仲四（天鵝座16）。
北美洲星雲（NGC 7000）在黑暗的天空下，它是肉眼可見的，因此就像銀河系中的一塊明亮的斑塊，是天鹅座中最著名的星雲之一。然而，由於其低面亮度，所以很難在望遠鏡中觀察到，使它的特徵形狀只有在長時間曝光的照片中才能看到。它的表面亮度很低，是因為它太大了；北美洲星雲最寬處有2度寬。NGC 7000距離地球1,500光年，是由一顆嵌入的炙熱6等星照亮的。

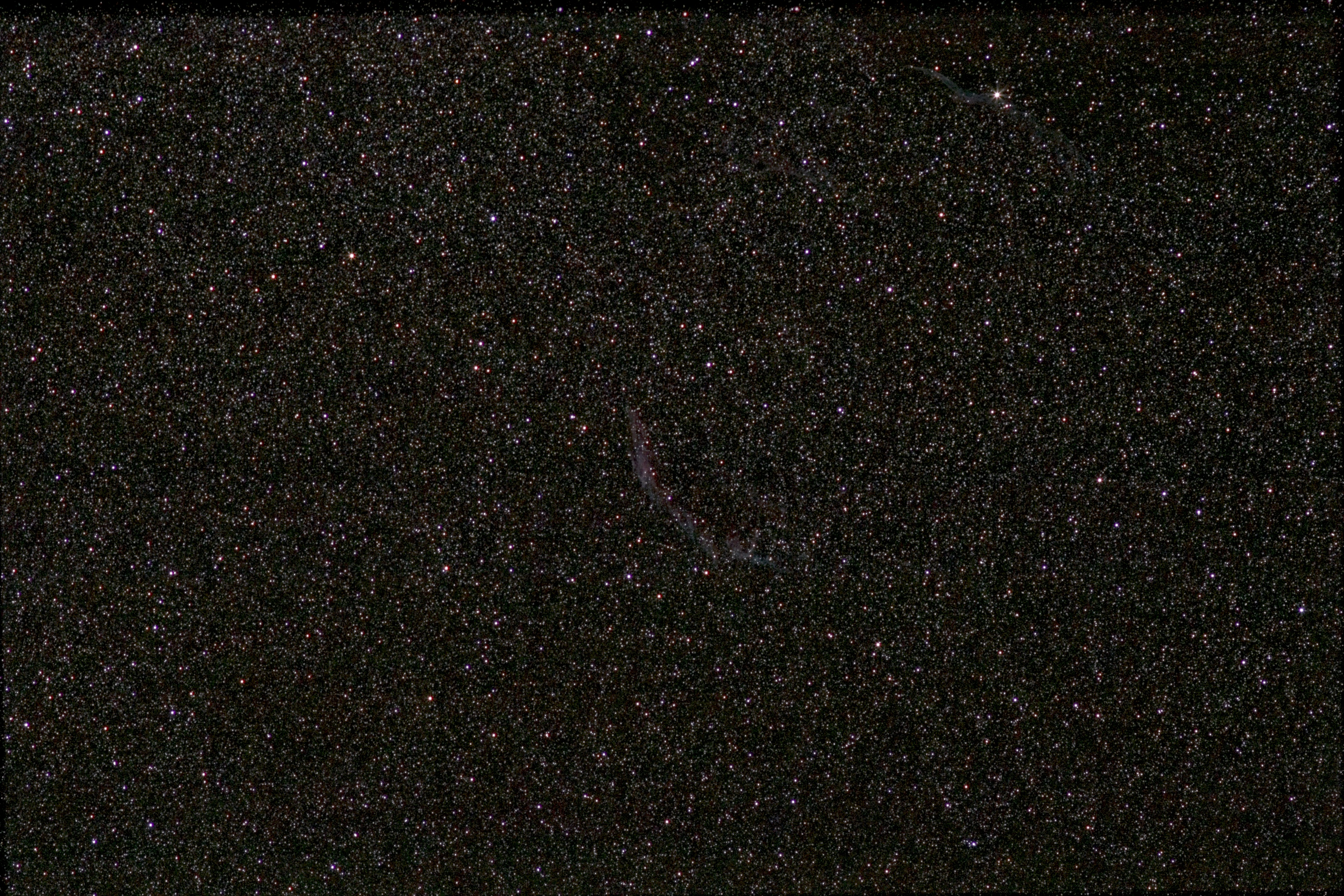
在足夠黑暗的場所拍攝的NGC 6992（東面紗星雲：在中心）和NGC 6960（西面紗星雲：在上方）。

天津九（天鵝座ε）以南是面紗星雲（NGC 6960、6979、6992和6995），這是一個有5,000年歷史的超新星殘骸，覆蓋了大約3度的天空-它的長度超過50光年。由於它的外觀，它也被稱為天鹅圈。只有在長時間曝光的天體照片中才能看到這個環圈。然而，最亮的部分，NGC 6992，在雙筒望遠鏡中是微弱可見的，而較暗的部分，NGC 6960，在廣角望遠鏡中是可見的。
DR 6星團因為星雲部分與人臉相似，也被戲稱為「銀河食屍鬼」。

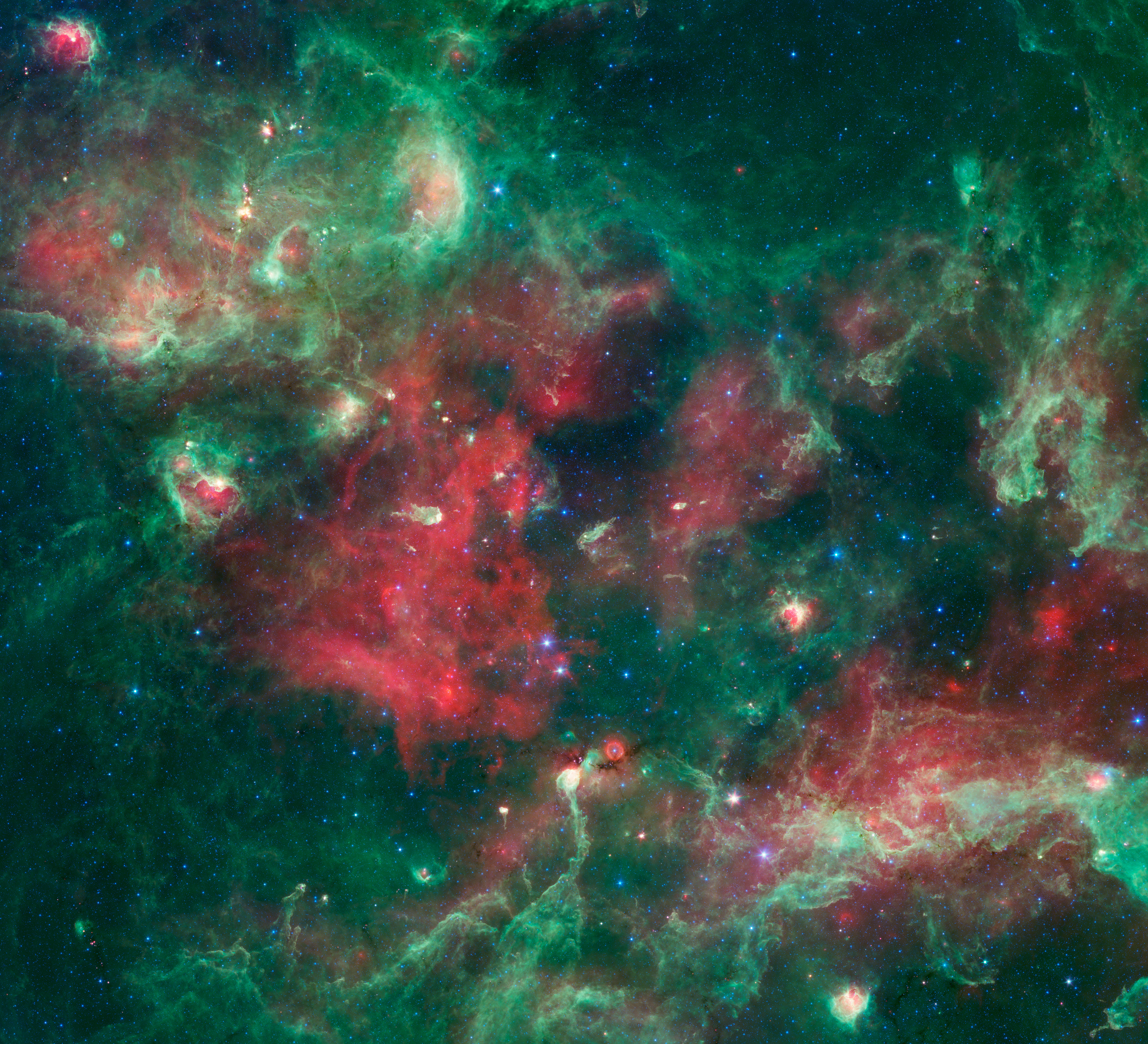
天鵝座X是天鹅座的一個巨大的恆星形成區。

伽馬天鹅星雲（IC 1318）包括明亮和黑暗地星雲，面積超過4度。 DWB 87是天鹅座眾多明亮發射星雲中的另一個，它位於天津一（天鵝座γ）的區域內，大小為7.8乘4.3弧分。另外兩個發射星雲包括沙普利斯2-112和沙普利斯2-115。當用業餘望遠鏡觀察時，沙普利斯2–112看起來是淚滴狀的。使用O III（雙電離氧）濾鏡可以看到星雲東部更多的部分。附近有一顆10等的橙色恆星，星雲西北邊緣附近有一顆9等星。再往西北，有一個黑暗的裂谷和另一個明亮的斑塊。整個星雲的直徑為15弧分。沙普利斯2–115是另一個發射星雲，具有複雜的亮斑和暗斑模式。星雲中可見兩對恒星；在西南部附近的那一對較大。疏散星團伯克利90嵌入在這個大星雲中，其大小為30乘20弧分。
同樣值得注意的是眉月星雲（NGC 6888），位於天津一和輦道增五（天鹅座γ和η）之間，是由沃夫–瑞葉星HD 192163形成的。
近年來，業餘天文學家在天鹅座有些引人注目的發現。2007年，Dave Jurasevich在數位影像上發現了眉月星雲附近的「泡泡星雲」（PN G75.5+1.7）。2011年，奧地利業餘愛好者Matthias Kronberger在舊的調查照片上發現了一個行星狀星雲（克隆柏格61，現在被暱稱為「足球」），最近雙子座天文臺的影像證實了這一點；這兩種都相當微弱，在業餘的小望遠鏡用肉眼無法檢測到。
但是，一個更為模糊且相對「微小」的天體——在良好的條件下，業餘望遠鏡很容易在黑暗的天空中看到——是新發現的與輦道四（天鹅座4，HD 183056）相關的星雲（可能是反射型）：在5等星的南部和西部，一個直徑幾弧分的近似扇形發光區域。它首次在加利福尼亞州聖約瑟附近被發現，業餘天文學家斯蒂芬·沃爾迪（英語：Stephen Waldee）於2007年公開報導，並於2010年由阿爾·霍華德（英語：Al Howard）通過照片證實。加利福尼亞州業餘天文學家Dana Patchick也表示，他在2005年的帕洛馬天文台調查照片中發現了它，但在沃爾迪發佈第一份官方通知和在2010年發表論文時，他還沒有公佈給其他人進行確認和分析。
天鵝座X是太陽鄰近區域中最大的恆星形成區，不僅包括一些已知的最亮的和最大質量恆星（如天鵝座OB2#12），還包括一些作者將其歸類為年輕球狀星團的大質量星協天鵝座OB2。

### 深空天體
天鹅座 A是第一個被發現的電波星系，它距離地球7.3億光年，是距離地球最近的强大電波星系。在可見光譜中，它看起來像一個小星團中的橢圓星系。因為其核處的超大質量黑洞正在吸積物質，這會從兩極產生兩股噴流物質，所以它被歸類為活動星系。噴流與星際介質的相互作用產生了電波瓣，這是無線電發射的一個來源。

### 其他特徵
由於太陽系在銀河暈中的旋轉方向，天鹅座也是WIMP的明顯來源。

銀河系的螺旋臂圖。

本地獵戶-天鹅臂和遠處天鹅臂是兩個較小的銀河系臂，因為它們位於天鹅座的背景中，因此以天鹅座命名。

## 中国星官
中国古代传统中天鵝座天区包括牛宿的輦道和女宿的天津、奚仲等星官，具體星官如下：
| 北方玄武 | 牛     | 輦道     |              |              |
| 北方玄武 | 牛     | 輦道     | 4 Cyg        | 輦道四       |
| 北方玄武 | 牛     | 輦道     | 17 Cyg       | 輦道五       |
| 北方玄武 | 牛     | 輦道     | 11 Cyg       | 輦道增三     |
| 北方玄武 | 牛     | 輦道     | 15 Cyg       | 輦道增四     |
| 北方玄武 | 牛     | 輦道     | η Cyg        | 輦道增五     |
| 北方玄武 | 牛     | 輦道     | φ Cyg        | 輦道增六     |
| 北方玄武 | 牛     | 輦道     | β Cyg        | 輦道增七     |
| 北方玄武 | 牛     | 輦道     | 2 Cyg        | 輦道增八     |
| 北方玄武 | 牛     | 輦道     | 8 Cyg        | 輦道增九     |
| 北方玄武 | 女     | 天津     |              |              |
| 北方玄武 | 女     | 天津     | γ Cyg        |              |
| 北方玄武 | 女     | 天津     | 天津一       |              |
| 北方玄武 | 女     | 天津     | 天津西第二星 |              |
| 北方玄武 | 女     | 天津     | δ Cyg        |              |
| 北方玄武 | 女     | 天津     | 天津二       |              |
| 北方玄武 | 女     | 天津     | 天津西第一星 |              |
| 北方玄武 | 女     | 天津     | 30 Cyg       | 天津三       |
| 北方玄武 | 女     | 天津     | α Cyg        |              |
| 北方玄武 | 女     | 天津     | 天津四       |              |
| 北方玄武 | 女     | 天津     | 天津东第一星 |              |
| 北方玄武 | 女     | 天津     | ν Cyg        | 天津五       |
| 北方玄武 | 女     | 天津     | τ Cyg        | 天津六       |
| 北方玄武 | 女     | 天津     | υ Cyg        | 天津七       |
| 北方玄武 | 女     | 天津     | ζ Cyg        | 天津八       |
| 北方玄武 | 女     | 天津     | ε Cyg        |              |
| 北方玄武 | 女     | 天津     | 天津九       |              |
| 北方玄武 | 女     | 天津     | 天津西第三星 |              |
| 北方玄武 | 女     | 天津     | 14 Cyg       | 天津增一     |
| 北方玄武 | 女     | 天津     | 19 Cyg       | 天津增二     |
| 北方玄武 | 女     | 天津     | 22 Cyg       | 天津增三     |
| 北方玄武 | 女     | 天津     | 25 Cyg       | 天津增四     |
| 北方玄武 | 女     | 天津     | 27 Cyg       | 天津增五     |
| 北方玄武 | 女     | 天津     | 28 Cyg       | 天津增六     |
| 北方玄武 | 女     | 天津     | 29 Cyg       | 天津增七     |
| 北方玄武 | 女     | 天津     | 36 Cyg       | 天津增八     |
| 北方玄武 | 女     | 天津     | 34 Cyg       | 天津增九     |
| 北方玄武 | 女     | 天津     | 40 Cyg       | 天津增十     |
| 北方玄武 | 女     | 天津     | 44 Cyg       | 天津增十一   |
| 北方玄武 | 女     | 天津     | 42 Cyg       | 天津增十二   |
| 北方玄武 | 女     | 天津     | 47 Cyg       | 天津增十三   |
| 北方玄武 | 女     | 天津     | 35 Cyg       | 天津增十四   |
| 北方玄武 | 女     | 天津     | 39 Cyg       | 天津增十五   |
| 北方玄武 | 女     | 天津     | 41 Cyg       | 天津增十六   |
| 北方玄武 | 女     | 天津     | 48 Cyg       | 天津增十七   |
| 北方玄武 | 女     | 天津     | 49 Cyg       | 天津增十八   |
| 北方玄武 | 女     | 天津     | 52 Cyg       | 天津增十九   |
| 北方玄武 | 女     | 天津     | 69 Cyg       | 天津增二十六 |
| 北方玄武 | 女     | 天津     | 70 Cyg       | 天津增二十七 |
| 北方玄武 | 女     | 天津     | σ Cyg        | 天津增二十八 |
| 北方玄武 | 女     | 天津     | 61 Cyg       | 天津增二十九 |
| 北方玄武 | 女     | 天津     | λ Cyg        | 天津增三十   |
| 北方玄武 | 女     | 天津     | 56 Cyg       | 天津增三十一 |
| 北方玄武 | 女     | 天津     | 57 Cyg       | 天津增三十二 |
| 北方玄武 | 女     | 天津     | 55 Cyg       | 天津增三十三 |
| 北方玄武 | 女     | 天津     | ω² Cyg       | 天津增三十四 |
| 北方玄武 | 女     | 天津     | ο² Cyg       | 天津增三十七 |
| 北方玄武 | 女     | 天津     | ο1 Cyg       | 天津增三十八 |
| 北方玄武 | 女     | 奚仲     |              |              |
| 北方玄武 | 女     | κ Cyg    | 奚仲一       |              |
| 北方玄武 | 女     | ι Cyg    | 奚仲二       |              |
| 北方玄武 | 女     | θ Cyg    | 奚仲三       |              |
| 北方玄武 | 女     | 16 Cyg   | 奚仲四       |              |
| 北方玄武 | 女     | 7 Cyg    | 奚仲增一     |              |
| 北方玄武 | 女     | 20 Cyg   | 奚仲增二     |              |
| 北方玄武 | 女     | 26 Cyg   | 奚仲增三     |              |
| 北方玄武 | 女     | 33 Cyg   | 奚仲增四     |              |
| 北方玄武 | 女     | 奚仲增五 | 奚仲增五     |              |
| 北方玄武 | 女     | 23 Cyg   | 奚仲增六     |              |
| 北方玄武 | 危     |          |              |              |
| 北方玄武 | 臼     | μ1 Cyg   | 臼一         |              |
| 北方玄武 | 車府   |          |              |              |
| 北方玄武 | ρ Cyg  | 車府四   |              |              |
| 北方玄武 | 59 Cyg | 車府五   |              |              |
| 北方玄武 | ξ Cyg  | 車府六   |              |              |
| 北方玄武 | 74 Cyg | 車府七   |              |              |
| 北方玄武 | 51 Cyg | 車府增一 |              |              |
| 北方玄武 | 60 Cyg | 車府增二 |              |              |
| 北方玄武 | 63 Cyg | 車府增三 |              |              |
| 北方玄武 | 75 Cyg | 車府增五 |              |              |
| 北方玄武 | 77 Cyg | 車府增六 |              |              |
| 北方玄武 | 76 Cyg | 車府增七 |              |              |
| 北方玄武 | 72 Cyg | 車府增八 |              |              |
| 北方玄武 | 室     | 螣蛇     |              |              |
| 北方玄武 | 室     | 螣蛇     | π2 Cyg       | 螣蛇三       |
| 北方玄武 | 室     | 螣蛇     | π1 Cyg       | 螣蛇四       |

## 外部連結
- The Deep Photographic Guide to the Constellations: Cygnus （页面存档备份，存于）
- Northern Cygnus Mosaic （页面存档备份，存于） Pan and Zoom in on deep sky objects in Cygnus (requires ShockwaveFlash).
- The clickable Cygnus （页面存档备份，存于）
- Star Tales – Cygnus （页面存档备份，存于）
- 4 Cygni Nebula
- Warburg Institute Iconographic Database (medieval and early modern images of Cygnus)